# Ровина, Илана
Илана Ровина (ивр. אילנה רובינא‎;
10 февраля 1934, Иерусалим, подмандатная Палестина — 18 октября 2020, Пардес-Хана, Израиль) — израильская эстрадная певица, модель и киноактриса, дочь Ханы Ровиной и Александра Пэнна. Исполнительница эстрадных хитов на иврите, победительница 2-го фестиваля хасидской песни, призёр Международного фестиваля в Сопоте (1963).

## Биография
Родилась в больнице «Хадасса» в Иерусалиме 10 февраля 1934 года — в еврейский праздник Ту би-Шват, «Новый год деревьев», в честь чего и получила имя Илана (от еврейского «илан» — «дерево»). Внебрачный ребёнок ведущей актрисы еврейского театра Ханы Ровиной. С биологическим отцом, поэтом Александром Пэнном, Илана впервые встретилась, когда ей было уже больше 20 лет, никогда не была с ним близка и позже лишь с опозданием узнала о его смерти.
Поскольку мать, занятая карьерой, не могла уделять Илане достаточно времени, та росла в приёмной семье в Иерусалиме, а затем в кибуце Гева. После службы в Армии обороны Израиля училась классической музыке в Милане, где также начала карьеру модели. В Милане впервые вышла замуж, но брак с Биллом Стюартом вскоре распался. По возвращении в Израиль продолжала работать моделью и начала выступать в театральных клубах.
Первыми шлягерами в эстрадной карьере Ровиной стали песни «Шир ха-дерех» («Дорожная песня»), «Шир ха-пильпель» («Песня перца») и «Ирисим» («Ирисы»). Присоединилась к эстрадному ансамблю «Бацаль Ярок», участвовала в его четвёртой концертной программе, в том числе в дуэте с Шимоном Исраэли впервые исполнила песню «Кше-анахну неце беяхад» («Когда мы выйдем вместе», известна также как «Симла сгула» — «Лиловое платье»). Во время работы с этим ансамблем вышла замуж за его режиссёра Ури Зоара, но и этот брак оказался недолговечным, распавшись через два года. В дуэте с Зоаром Ровина записала песню «Ха-хофеш ба-вейт ха-хавраа» («Отпуск в санатории»).
В начале 1960-х годов сформировала с другим бывшим членом группы «Бацаль Ярок» Ариком Айнштейном дуэт «Гафрурим» (с ивр. — «Спички», название связано с хрупким телосложением обоих исполнителей). В эти же годы выступала на сцене театра «Камери» в мюзикле «Капитан Карльюз», где подменяла в главной роли Нехаму Гендель на время заграничных гастролей последней. Успешно сыграла в израильском кинофильме «Ай лайк Майк» по мотивам одноимённого мюзикла. В 1963 году с песней «Лайла у-ашан» («Ночь и дым») приняла участие в Международном фестивале песни в Сопоте, где заняла второе место.
В середине 1960-х годов Ровина вышла замуж в третий раз — за Гуриона Вайсмана. Вместе с мужем уехала в Париж, родила ему дочь Майю и сделала попытку продолжить исполнительскую карьеру во Франции, но в 1970 году вернулась в Израиль. В том же году с песней «Йевархеха» («Благослови тебя Господь») победила на 2-м фестивале хасидской песни. Большим успехом сопровождалось выступление Ровиной на 1-м Израильском фестивале детской песни, где она исполнила композицию «Лилах роца ликтоф эт ха-яреах» («Лилах хочет сорвать луну»). Через год увидел свет первый сольный альбом певицы, ставший одним из наиболее успешных в израильской поп-музыке этого периода, — «Шней цдадим» (с ивр. — «Две стороны»). Среди песен этого альбома, ставших шлягерами и включённых в ротацию израильского хит-парада, были «Лех ита» («Иди с ней»), «Шней цдадим», «Ха-эрец шели» («Моя земля»), «Рак аль телех махер» («Только не уходи быстро») и «Ха-балада ле-наари шегадаль» («Балада парню, который вырос»). В альбом вошёл также дуэт с Цвикой Пиком «Швуа» («Клятва»), а в его расширенное переиздание в 1990-е годы — дуэт с Йоси Банаем «Ха-гвира ба-хум» («Дама в коричневом»), ивритская обработка шлягера Жоржа Мустаки и Барбары.
В 1973 год Гурион Вайсман умер от рака. В том же году Ровина участвовала в полугодичном туре выступлений перед солдатами Армии обороны Израиля вместе с такими исполнителями как Леонард Коэн, Матти Каспи, Ошик Леви и Пупик Арнон. С этим составом она записала песню «Эйн лану милим» («У нас нет слов»). После тура, примерно в 40-летнем возрасте, она приняла решение завершении исполнительской карьеры. В конце 1970-х годов она переехала в Лондон с четвёртым мужем — Рафи Визером, торговцем недвижимостью, который покончил с собой в их лондонской квартире в 2005 году.
Финансовые неудачи мужа отрицательно отразились и на экономическом положении Ровиной. Когда она вернулась в Израиль, друзьям пришлось организовать для неё сбор средств. После этого Ровина поселилась в Северном Тель-Авиве, но её финансовое положение оставалось неустойчивым, и она жила в постоянном страхе, что потеряет квартиру. Чтобы заработать на жизнь, она попыталась возобновить эстрадную карьеру, с помощью актёра Шломо Бар-Шавита поставив шоу, состоявшее из её прежних песенных хитов и рассказов о личной жизни членов её семьи. Шоу было поставлено в малом зале театра "Цавта", однако успеха не имело.
В последние годы жизни Ровина болела раком. В 2020 году, уже будучи больной в терминальной стадии, она также заразилась коронавирусом COVID-19 и в середине октября умерла в больнице «Шохам» в Пардес-Хане. Похоронена на кладбище «Яркон».